# V458 Близнецов
V458 Близнецов (лат. V458 Geminorum) — одиночная переменная звезда в созвездии Близнецов на расстоянии приблизительно 1 422 световых лет (около 436 парсек) от Солнца. Видимая звёздная величина звезды — от +11,65m до +11,35m.

## Характеристики
V458 Близнецов — оранжевая вращающаяся переменная звезда типа BY Дракона (BY) или эруптивная переменная звезда типа RS Гончих Псов (RS) спектрального класса K0. Радиус — около 3,19 солнечных, светимость — около 5,685 солнечных. Эффективная температура — около 4993 К.